# Avalanche Software
Avalanche Software es un estudio desarrollador de videojuegos fundado en octubre de 1995 por cuatro programadores principales de Sculptured Software. La empresa cerró el 10 de mayo de 2016 por decisiones de Buena Vista Games, rama distribuidora de videojuegos de The Walt Disney Company, quien poseía el estudio. En enero de 2017, Warner Bros. Interactive Entertainment anunció que habían adquirido Avalanche Software y reabrieron la compañía.
A lo largo de toda su trayectoria, ha desarrollado para cada consola sacada a la venta desde los días de Sega Genesis y SNES y ha crecido hasta alcanzar un personal de más de 100 personas desde su creación. La compañía está dirigida por el CEO John Blackburn.
En mayo de 2005, Buena Vista Games adquirió el estudio, y dedicó los siguientes diez años al desarrollo de títulos relacionados con Disney y Pixar, incluyendo la serie de videojuegos Toys-to-life, Disney Infinity, cuya primera entrega se lanzó con mucho éxito en 2013. En mayo de 2016, debido al declive del mercado de videojuegos Toys-to-life, Disney decidió cerrar la división de juegos, incluyendo Avalanche. Warner Bros. Games adquirió el estudio y lo reabrió en enero de 2017.

## Lista de juegos antes de Buena Vista Games
- 2 on 2 Open Ice Challenge (PlayStation)
- 25 To Life (PlayStation 2, Xbox, Microsoft Windows)
- Dragon Ball Z: Sagas (PlayStation 2, Nintendo GameCube, Xbox)
- Mortal Kombat Trilogy (PlayStation)
- Mortal Kombat Mythologies: Sub-Zero (Nintendo 64)
- NBA Showtime: NBA on NBC (Dreamcast)
- NCAA College Football 2K2: Road to the Rose Bowl (Dreamcast)
- NCAA College Football 2K3 (PlayStation 2, Nintendo GameCube, Xbox)
- NFL Blitz 2000 (Dreamcast)
- NFL Blitz 2001 (Dreamcast)
- Off Road Challenge (Nintendo 64)
- Rampage Through Time (PlayStation)
- Rampage 2: Universal Tour (PlayStation, Nintendo 64)
- Rugrats: Royal Ransom (PlayStation 2, Nintendo GameCube)
- Rugrats in Paris: The Movie (PlayStation, Nintendo 64)
- Prince of Persia: Arabian Nights (Dreamcast)
- Tak and the Power of Juju (PlayStation 2, Nintendo GameCube)
- Tak 2: The Staff of Dreams (PlayStation 2, Nintendo GameCube, Xbox)
- Tak: The Great Juju Challenge (PlayStation 2, Nintendo GameCube, Xbox)
- Ultimate Mortal Kombat 3 (Sega Genesis/Mega Drive, Super Nintendo)

## Lista de juegos dentro de Buena Vista Games
- Bolt (PlayStation 2, PlayStation 3, Xbox 360, Wii, Microsoft Windows)
- Cars 2: The Video Game (PlayStation 3, Xbox 360, Wii, Microsoft Windows)
- Chicken Little (publicado por Buena Vista Games) (PlayStation 2, Nintendo GameCube, Xbox, Microsoft Windows)
- Chicken Little: Ace in Action (PlayStation 2, Wii, Microsoft Windows)
- Disney Infinity (PlayStation 3, Xbox 360)
- Disney Infinity 2.0 (PlayStation 3, PlayStation 4, Xbox 360, Xbox One, Wii U, PlayStation Vita)
- Disney Infinity 3.0 (PlayStation 3, PlayStation 4, Xbox 360, Xbox One, Wii U, Microsoft Windows, Apple TV)
- Hannah Montana: Spotlight World Tour (PlayStation 2, Wii)
- Meet the Robinsons (PlayStation 2, Xbox 360, Nintendo GameCube, Wii, Microsoft Windows)
- Toy Story 3: The Video Game (PlayStation 3, Xbox 360, Wii, Microsoft Windows)

## Lista de videojuegos de Warner Bros. Interactive
- Cars 3: Driven to Win (PlayStation 3, PlayStation 4, Xbox 360, Xbox One, Wii U, Nintendo Switch)
- Hogwarts Legacy (PlayStation 4, PlayStation 5, Xbox One, Xbox Series X/S, Nintendo Switch, Nintendo Switch 2, Microsoft Windows)